# La Glacerie
La Glacerie est une ancienne commune française, aujourd'hui commune déléguée, du département de la Manche et la région Normandie, peuplée de 5 923 habitants. Elle avait été créée le 28 mars 1901 par démembrement du territoire de la commune de Tourlaville et avait pris le nom de la manufacture royale des glaces créée au XVIIe siècle.
Le 8 septembre 2015, les cinq conseils municipaux de Cherbourg-Octeville, Équeurdreville-Hainneville, La Glacerie, Querqueville et Tourlaville votent la fusion de leurs communes respectives ; la nouvelle commune prend après cette fusion le 1er janvier 2016, le nom de Cherbourg-en-Cotentin.

## Géographie
La commune est située au sud-est de Cherbourg-Octeville. Traversée par les vallées du Trottebec et de la Divette, la commune est fortement urbanisée aux abords de l'ancien tracé de la RN 13, mais encore rurale autour du village de la Verrerie, anciennement village de l'Église.
Couvrant 1 870 hectares, le territoire de La Glacerie est le plus étendu des cinq communes du canton de Tourlaville.
La commune est desservie par le transport en commun départemental par bus (Manéo) via la ligne 001 : Cherbourg-Octeville - Valognes - Carentan - Saint-Lô[Passage à actualiser].
Située à 178 mètres d'altitude au-dessus de Cherbourg, le climat y est plus froid que sur la côte et les jours de neige y sont trois fois plus nombreux qu'à Cherbourg, soit environ 15 jours par an[réf. nécessaire]. 
| Cherbourg-Octeville   | Tourlaville | Digosville             |
| Martinvast            | La Glacerie | Le Mesnil-au-Val       |
| Martinvast, Tollevast | Tollevast   | Le Mesnil-au-Val, Brix |

## Toponymie
Le nom de la localité est attesté sous les formes Glacerie en 1757 et en 1785, la Glacerie entre 1825 et 1866, La Glacerie en 1901.
Cette localité doit son nom au fait qu’elle abrita une fabrique de miroirs, attestée de 1665 à 1824.
De l'oïl glacerie « lieu où l'on fabrique des glaces à miroir ».
Le gentilé est Glacériens.

## Histoire
Territoire de la paroisse de Tourlaville, La Glacerie ne naît qu'à l'implantation d'une manufacture de verre au XVIe siècle. La famille de Belleville ouvre vers 1560 la verrerie à Tourlaville, dans la vallée du Trottebec, à la lisière nord de la forêt de Brix, bénéficiant des ressources naturelles de la région (bois de forêts pour le combustible, sable pour le verre, soude de varech ou de fougère qui sert de fondant). En 1655, Richard Lucas de Néhou, propriétaire de cette manufacture, obtient de Colbert, dont il est proche, le privilège d'y produire du verre blanc et de fabriquer « toutes sortes de cristaux, verres à vitre, à lunettes, et tous autres ouvrages de verrerie ». Un village dit des Verriers se forme autour du site de production dans le quartier (aujourd'hui commune) qui porte encore le nom de La Glacerie. Colbert fusionne cette verrerie avec la Manufacture royale de glaces de miroirs en décembre 1670. La Glacerie abandonne la cristallerie et se spécialise dans la confection des glaces soufflées et d'instruments d'optique.
En 1685, la manufacture fournit les miroirs pour la galerie des Glaces du château de Versailles. La fabrication du verre soufflé est réalisée à La Glacerie, les glaces brutes étant envoyées dans les ateliers parisiens de la manufacture royale pour les opérations de finition (doucissage pour rendre les deux faces de la glace planes et parallèles, polissage pour obtenir transparence et brillance et étamage pour obtenir le tain).
Fermée en 1834, la manufacture est totalement détruite lors des bombardements alliés de 1944, à l'exception de la chapelle, convertie en habitation.
En 1901, la commune se crée autour du village par démembrement de la commune de Tourlaville. Henri Menut, ancien maire de Tourlaville, prend la tête de la municipalité, et fonde un musée de la verrerie.
Le 1er août 1944, le premier camp de prisonniers de guerre allemands en Normandie est créé sur un terrain clos de 56 hectares. Il est géré par les autorités militaires américaines. Il est composé d’un camp de transit et d’un camp de travail. En mai 1945, on compte jusqu’à 28 000 prisonniers allemands, lituaniens et estoniens. Il ferme en octobre 1946 et est rasé.

## Politique et administration

### Administration municipale

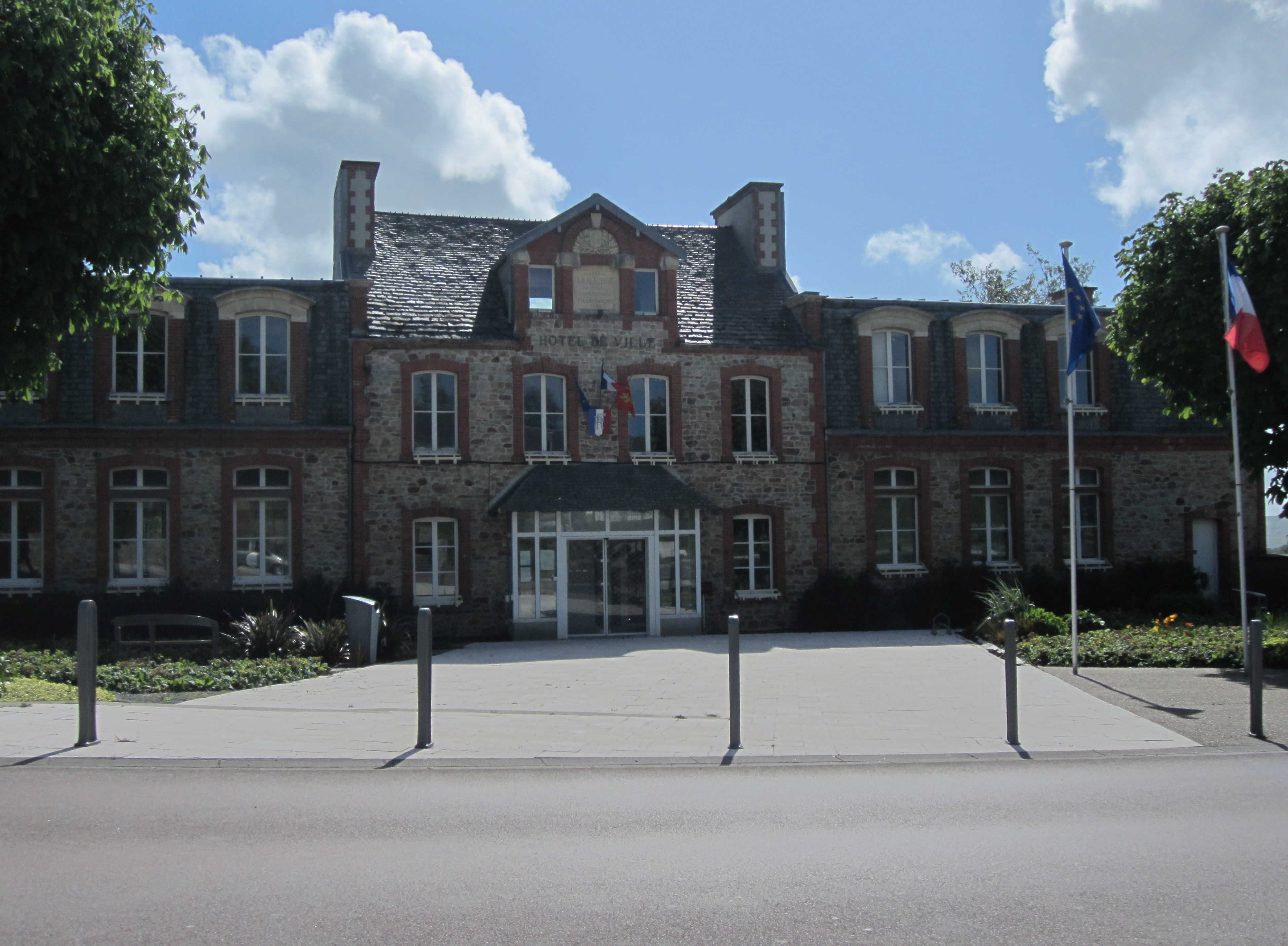
Mairie annexe de La Glacerie.

Le conseil municipal était composé de vingt-neuf membres dont le maire et huit adjoints.

### Liste des maires
| Période                                  | Période                  | Identité              | Étiquette | Qualité |
| ---------------------------------------- | ------------------------ | --------------------- | --------- | --- |
| mars 1901                                | décembre 1919            | Henri Menut           |           | Ingénieur, ancien entrepreneur de travaux publics Ancien maire de Tourlaville (1890 → 1892)                            |
| décembre 1919                            | octobre 1933 (démission) | Eugène Lelaidier      |           | Forgeron maréchal-ferrant                                                                                              |
| octobre 1933                             | octobre 1940 (démission) | Victor Martin         |           | Cultivateur |
| mars 1941                                | décembre 1944            | Louis Dupont          |           | Chef de travaux à l'arsenal de Cherbourg Nommé par le régime de Vichy                                                  |
| janvier 1945                             | mai 1953                 | Alexandre Picot       |           | Ancien commis principal à l'arsenal de Cherbourg                                                                       |
| mai 1953                                 | mars 1977                | Léopold Bellamy       |           | Employé SNCF, maire honoraire Vice-président de la CUC (1971 → 1977)                                                   |
| mars 1977                                | mars 2001                | Guy Letouzé           | DVD       | Technicien à l'arsenal de Cherbourg Vice-président de la CUC                                                           |
| mars 2001                                | mars 2014                | Christian Lemarchand  | UMP       | Fonctionnaire du ministère de la Justice Conseiller régional de Basse-Normandie (2010 → 2015) Vice-président de la CUC |
| mars 2014                                | décembre 2015            | Jean-Marie Lincheneau | PS        | Retraité des sapeurs pompiers 4e vice-président de la CUC (2014 → 2015)                                                |
| Les données manquantes sont à compléter. |                          |                       |           | |

| Période      | Période      | Identité              | Étiquette | Qualité                                                                         |
| ------------ | ------------ | --------------------- | --------- | ------------------------------------------------------------------------------- |
| janvier 2016 | juillet 2020 | Jean-Marie Lincheneau | PS        | Retraité des sapeurs pompiers Vice-président de la CA du Cotentin (2018 → 2020) |
| juillet 2020 | En cours     | Anne Ambrois          | DVG       | Formatrice                                                                      |

## Population et société

### Démographie
L'évolution du nombre d'habitants est connue à travers les recensements de la population effectués dans la commune depuis 1901. À partir du 1er janvier 2009, les populations légales des communes sont publiées annuellement dans le cadre d'un recensement qui repose désormais sur une collecte d'information annuelle, concernant successivement tous les territoires communaux au cours d'une période de cinq ans. 
Pour les communes de moins de 10 000 habitants, une enquête de recensement portant sur toute la population est réalisée tous les cinq ans, les populations légales des années intermédiaires étant quant à elles estimées par interpolation ou extrapolation. Pour la commune, le premier recensement exhaustif entrant dans le cadre du nouveau dispositif a été réalisé en 2004,.
En 2021, la commune comptait 5 923 habitants, en évolution de +0,82 % par rapport à 2015 (Manche : +0,44 %, France hors Mayotte : +2,49 %).
| 1901  | 1906  | 1911  | 1921  | 1926  | 1931  | 1936  | 1946  | 1954  |
| ----- | ----- | ----- | ----- | ----- | ----- | ----- | ----- | ----- |
| 2 007 | 2 203 | 2 148 | 1 867 | 1 844 | 2 025 | 2 078 | 1 875 | 2 166 |

| 1962  | 1968  | 1975  | 1982  | 1990  | 1999  | 2004  | 2009  | 2014  |
| ----- | ----- | ----- | ----- | ----- | ----- | ----- | ----- | ----- |
| 2 995 | 3 840 | 5 187 | 5 811 | 5 576 | 5 401 | 5 155 | 5 490 | 5 897 |

| 2019  | 2021  | - | - | - | - | - | - | - |
| ----- | ----- | - | - | - | - | - | - | - |
| 5 867 | 5 923 | - | - | - | - | - | - | - |

### Sports et loisirs
L'Union sportive de La Glacerie fait évoluer trois équipes de football en divisions de district, alors que la section féminine basket-ball évolue en 2018-2019 en Ligue 2, et que la section tennis de table fait jouer cinq équipes en championnat départemental.
La commune héberge l'hippodrome de l'agglomération cherbourgeoise, l'hippodrome de La Glacerie, ainsi que son golf 9 trous inauguré en 1973, le golf des Roches (ou golf de Cherbourg-La Glacerie).
L'arrivée de la deuxième étape du Tour de France 2016 Saint Lô – Cherbourg-en-Cotentin a été jugée à La Glacerie, au sommet de la côte des Rouges Terres.

## Économie
La principale ressource économique provient des zones commerciales de la Banque à Genêts et des Marettes, autour du centre commercial régional Cotentin et de l'hypermarché Auchan.

## Culture locale et patrimoine

### Lieux et monuments

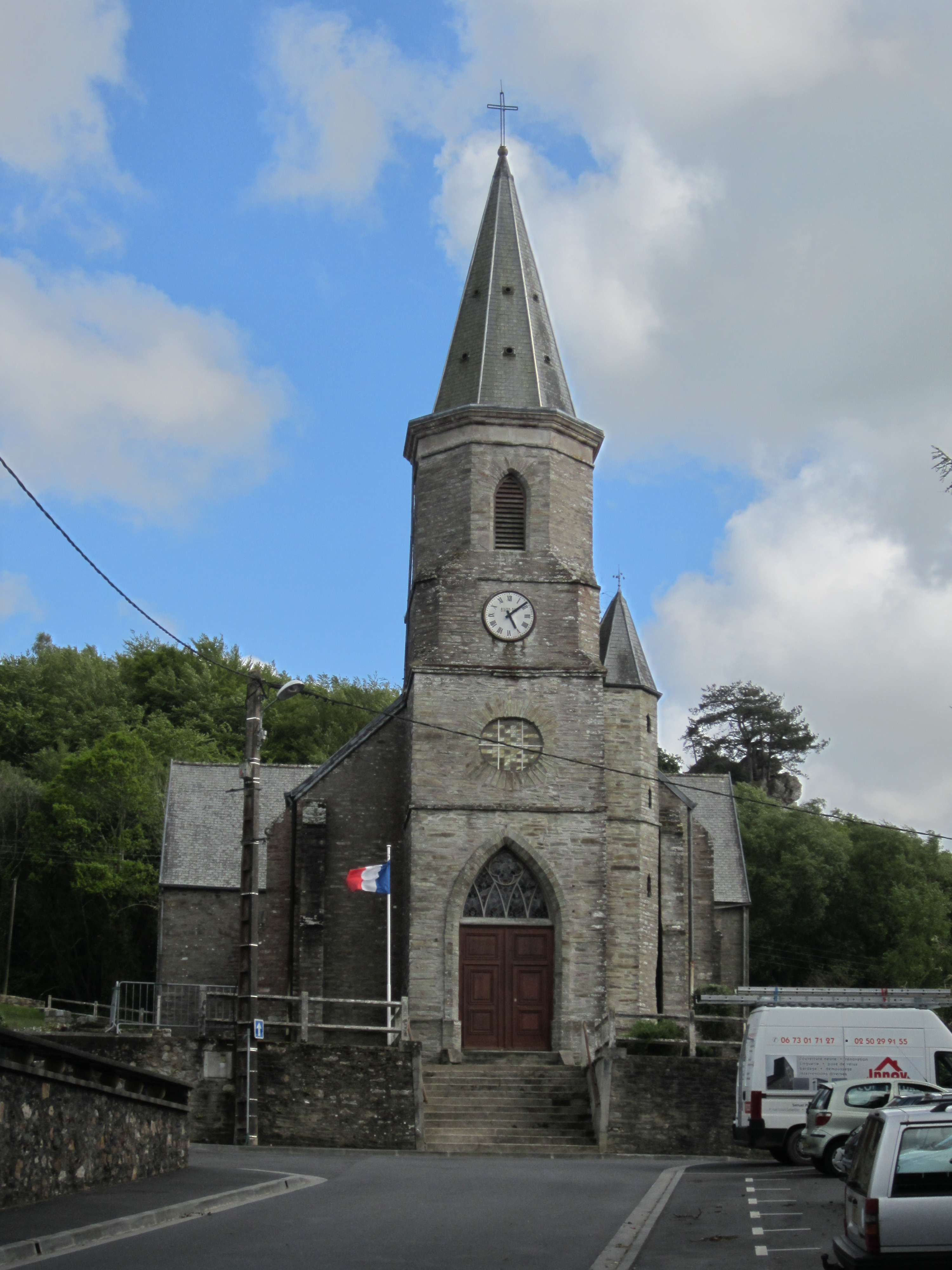
Église Notre-Dame.

- Village de la Verrerie : village historique des verriers. Le 20 avril 1944, il est la cible de bombardements anglo-américains tuant dix-sept civils[23].
- Musée de La Glacerie au hameau Luce, dans une ferme rénovée du XIXe siècle. Est notamment conservé l'« Écusson du Roy ». Cet écu entouré d'une chaîne portant la croix de l'ordre de Saint-Louis, ornait primitivement la porte d'honneur de la manufacture, puis fut inséré dans un mur extérieur du musée Henri Menut détruit lors d'un bombardement en 1944, et récupéré des décombres[24],[Note 3].
- Église Notre-Dame de la Délivrande, rue Louis-Lelaidier au village de l'Église dit le village de la Verrerie (XIXe siècle) bénie en 1946[1]. Elle abrite une Vierge à l'Enfant (XVIIIe), sainte barbe et sa tour (XVIe), tableaux de Marie-Ernestine Cabart-Serret (XIXe), verrière (XXe) de Michel Petit retraçant l'histoire de la manufacture royale.
- Chapelle Saint-Michel des Rouges Terres, bâtie en 1956 par l'architecte Pierre Pinsard à la suite de l'augmentation constante de la population.
- Chapelle de la Roche au Chat, route de Vente.
- Manoir de la Fieffe du XVIIe siècle>, inscrit aux monuments historiques[25].
- Château des Roches (1871).
- Manoir de la Roche-au-Chapt.
- Croix de chemin dite Croix Luce (XVIIe siècle), oratoire du hameau Truffert avec une Vierge à l'Enfant (XVe).
- Source d'eau minérale dite « la source aux oiseaux » dont l'exploitation a cessé en 2003.
- Le domaine du château de Tourlaville est en partie situé sur La Glacerie.
- Lavoirs.

Pour mémoire
- Ancienne carrière à ciel ouvert de schiste bleu{[26].

### Patrimoine culturel
Trois tableaux de la Manufacture, de nos jour dans une collection privée, ont été classés au titre objet aux monuments historiques : Nature morte (XVIIIe), saint Pierre au Mont Thabor (XVIIIe) et l'Annonciation (XVIIe).

### Personnalités liées à la commune
- Richard Lucas (1624-1675), sieur de Néhou : gentilhomme verrier qui prend en main la petite manufacture de Tourlaville (1655), et la développe dans le cadre de la Manufacture royale de glaces de miroirs, auquel succéda Guillaume Lucas de Bonval (1675-1721)[30].
- Henri Menut[31] (Paris, 1841 - Cherbourg, 1924) : premier maire de La Glacerie, de 1901 à 1919. Maire de Tourlaville entre 1890 et 1892, il est à l'origine de la création de la commune et du musée de la Manufacture royale des glaces, ouvert en 1913 et détruit lors des bombardements de juin 1944. Décoré de nombreuses fois, il a notamment reçu les insignes de Chevalier de la Légion d'honneur en 1909. Aujourd'hui, ses médailles, ainsi que des vestiges de l'ancien musée, figurent au musée de La Glacerie.
- Maurice Cabart-Danneville (1886-1942), médecin et sénateur de la Manche de 1930 à 1940. Il est enterré dans le cimetière de La Glacerie.
- Charles Maurice Cabart-Danneville, né le 24 juin 1846 à Paris et mort dans cette même ville le 26 juillet 1918, est un homme politique français. Il est élu conseiller général de Cherbourg, puis l'année suivante conseiller municipal de cette même ville. Il est ensuite élu député de Cherbourg en 1889 et réélu en 1893, puis sénateur de la Manche de 1897 jusqu'à sa mort. Il est également maire de Tourlaville de 1900 à 1901. Il est inhumé dans le cimetière de La Glacerie.
- Louis-Émile Bertin (Nancy, 1840 - La Glacerie, 1924), ingénieur général du Génie maritime et savant de renommée universelle, membre de l'Institut, créateur de la marine militaire du Japon et des arsenaux de Kure et de Sasebo, décédé et inhumé à La Glacerie.
- Charles-Émile Bertin (Cherbourg, 1871 - Versailles, 1959), colonel, fils aîné de Louis, Émile Bertin, un spécialiste éminent du Japon Meiji, inhumé à La Glacerie, avec son épouse Madeleine Rieunier (1879-1956), la fille benjamine de l'amiral Henri Rieunier, ministre de la Marine.
- Marie-Ernestine Serret (Paris, 12 septembre 1812 - 1884), artiste-peintre française inhumée à La Glacerie.
- Hélène-Renée Cabart-Danneville (1891-1974), apprend la peinture à l'Académie Julian. Ses tableaux, peints presque tous en extérieur, reflètent son profond attachement pour La Glacerie, où elle passa une grande partie de sa jeunesse. Elle épouse en 1921 le docteur Marcel-Louis Adam, issu lui-même d'une vieille famille normande. Elle est inhumée à La Glacerie.
- André Lemonnier, amiral français, décédé au domaine de la Fieffe et enterré au cimetière de La Glacerie.
- Emmanuel Tilloy (1980-2004), militaire français du 2e régiment d'infanterie de marine, décédé lors du bombardement de Bouaké, dont la sépulture se trouve à La Glacerie.

### Héraldique
| Blason de La Glacerie | Blason  | D'azur au chevron d'argent chargé, en chef, d'une rose de gueules, sommé d'une fleur de lys d'or, accompagné, en chef, de deux miroirs d'argent cerclés d'or et, en pointe, d'une trangle de gueules sommée d'un clocheton de chapelle d'argent. |
| Blason de La Glacerie | Détails | Officiellement créé le 11 mai 1984, il reprend les emblèmes familiaux des dirigeants successifs de la verrerie : la rose rouge pour Antoine de Caquelay, le chevron d'argent pour Richard Lucas de Néhou, et la trangle de gueules de la famille Oury. L'azur rappelle les attributs de Tourlaville tandis que les deux miroirs et la fleur de lys rappelle que la verrerie fut manufacture royale. Le clocher est celui de la chapelle des Verriers bâtie à la fin du XVIIe siècle. |